# Gareth Bale
Gareth Frank Bale MBE (sinh ngày 16 tháng 7 năm 1989) là một cựu cầu thủ bóng đá chuyên nghiệp người xứ Wales từng thi đấu ở vị trí tiền đạo cánh. Nổi tiếng nhờ lối chơi giàu tốc độ, kỹ thuật xử lý bóng hoàn hảo và khả năng săn bàn tốt, anh từng được đánh giá là một trong những cầu thủ xuất sắc nhất thế giới trong thế hệ của mình, và là một trong những cầu thủ vương quốc Anh vĩ đại nhất mọi thời đại trong lịch sử bóng đá.
Bale bắt đầu sự nghiệp chuyên nghiệp của mình tại Southampton với vị trí hậu vệ trái, và được đánh giá là một chuyên gia đá phạt xuất sắc. Bale chuyển đến Tottenham Hotspur vào năm 2007, với mức phí 7 triệu bảng. Trong thời gian ở Tottenham, những sự thay đổi về phương pháp huấn luyện và chiến thuật đã khiến anh trở thành một cầu thủ tấn công nhiều hơn. Từ mùa giải 2009–10, dưới sự dẫn dắt của Harry Redknapp, Bale đã trở thành một phần không thể thiếu của đội bóng, thu hút sự chú ý của quốc tế tại UEFA Champions League 2010–11. Trong năm 2011 và 2013, anh được vinh danh là Cầu thủ xuất sắc nhất năm của PFA và lọt vào UEFA Team of the Year. Năm 2013, anh cũng được bầu chọn là Cầu thủ trẻ xuất sắc nhất năm của PFA, Cầu thủ xuất sắc nhất năm của FWA và Cầu thủ Ngoại hạng Anh xuất sắc nhất mùa giải. Anh đã được đề cử vào PFA Team of the Year ba lần liên tiếp từ năm 2011 đến năm 2013.
Vào ngày 1 tháng 9 năm 2013, Bale được chuyển đến Real Madrid với mức phí là 100,8 triệu euro, vượt qua mức phí kỷ lục trước đó là 94 triệu euro mà câu lạc bộ đã trả cho Cristiano Ronaldo vào năm 2009. Bale đóng vai trò không thể thiếu trong mùa giải đầu tiên của anh tại Real Madrid, giúp câu lạc bộ giành Copa del Rey 2013–14 và UEFA Champions League, ghi bàn trong cả hai trận chung kết. Mùa giải tiếp theo, anh giành Siêu cúp châu Âu và ghi bàn trong trận chung kết để giúp câu lạc bộ giành được FIFA Club World Cup. Hai năm sau, anh là cầu thủ quan trọng trong chức vô địch Champions League 2015–16 và được xếp vào Đội hình xuất sắc nhất mùa giải của UEFA. Anh cũng được đề cử Giải thưởng Cầu thủ nam xuất sắc nhất năm của UEFA và được vinh danh là Cầu thủ xuất sắc nhất trận khi anh ghi bàn trong trận chung kết UEFA Champions League 2018. Năm 2022, sau một mùa giải được Tottenham cho mượn, Bale sang Mỹ thi đấu cho Los Angeles FC và giành được cúp MLS. Ngày 9 tháng 1 năm 2023, Bale chính thức tuyên bố giải nghệ sau 17 năm thi đấu chuyên nghiệp.
Bale có trận ra mắt đội tuyển quốc gia Wales vào tháng 5 năm 2006, trở thành cầu thủ trẻ nhất vào thời điểm đó thi đấu cho quốc gia. Kể từ đó, anh đã có hơn 100 lần khoác áo và ghi được 40 bàn thắng, trở thành cầu thủ ghi bàn nhiều nhất mọi thời đại của Wales. Anh là cầu thủ ghi bàn hàng đầu cho Wales trong chiến dịch vòng loại thành công của họ ở UEFA Euro 2016, ghi được bảy bàn thắng; sau đó anh đã đại diện cho quốc gia của mình thi đấu tại vòng chung kết khi họ vào đến bán kết, ghi được ba bàn thắng. Anh được vinh danh là Cầu thủ xuất sắc nhất năm của Wales với kỷ lục sáu lần. Năm 2016, ESPN xếp hạng Bale thứ 12 trong danh sách những vận động viên nổi tiếng nhất thế giới.

## Tuổi thơ
Gareth Bale được sinh ra ở Cardiff và có bố là Frank, mẹ là Debbie, một nhà quản lý hoạt động; anh học ở trường cấp một Eglwys Newydd ở Whitchurch. Anh là cháu của cựu cầu thủ Cardiff City Chris Pike. Trong thời gian học ở trường này, anh đã được Southampton để ý tới khi mới 9 tuổi, khi anh chơi ở giải bóng đá 5 người cho đội bóng đầu tiên của anh, câu lạc bộ Cardiff Civil Service. Khi lớn lên, thần tượng bóng đá của anh là cầu thủ đồng hương chơi cho Manchester United Ryan Giggs.
Bale sau đó nhập học ở trường trung học Whitchurch ở Cardiff. Anh là một vận động viên giỏi và chơi bóng bên cạnh đội trưởng đội rugby Wales tương lai Sam Warburton. Ngoài rugby, anh còn chơi bóng bầu dục và khúc khôn cầu. Năm 14 tuổi, anh từng nói rằng anh đã chạy tốc độ 100 mét chỉ trong 11.4 giây. Bởi kĩ năng thiên bẩm của anh, giáo viên thể dục của trường này, Gwyn Morris, đã phải đưa ra những luật đặc biệt. Những luật này đã ngăn cản Bale chơi bóng một chạm và không được dùng chân trái. Trong khi ở Whitchurch, Bale luyện tập ở học viện chi nhánh của Southampton ở Bath, mặc dù có vài điều nghi ngờ khi Southampton có thể cho anh một học bổng nhờ vào chiều cao của anh.
Mặc dù khi đó mới 16 tuổi, anh giúp đội U-18 trường anh vô địch giải Cardiff & Vale Senior Cup. Anh rời trường vào mùa hè năm 2005 với điểm A ở môn Thể dục trong kết quả GCSE. Trong năm cuối ở trường, anh được trao tặng giải thưởng cho những đóng góp của mình về thể thao. Trong lời giới thiệu, Morris nói:
| “ | Gareth có một động lực lớn để tới thành công và có khả năng cũng như tinh thần để giành được những thành công cá nhân. Cậu ấy là một trong những cá nhân tốt nhất và tôi rất vui khi được giúp cậu ấy học tập. | ” |

## Sự nghiệp câu lạc bộ

### Southampton
Ngày 17 tháng 4 năm 2006, khi mới 16 tuổi và 275 ngày, Bale đã trở thành cầu thủ trẻ nhất thứ hai từng thi đấu cho Southampton (sau Theo Walcott) khi anh được đưa vào sân trong trận đấu mà Southampton đánh bại Millwall 2-0. Ngày 6 tháng 8, Bale ghi được bàn thắng đầu tiên bằng một pha đá phạt, cân bằng tỉ số 1-1 trong trận hoà 2-2 với Derby County tại Pride Park.
Sau đó, trên sân St. Mary's, anh tiếp tục ghi bàn vào lưới Coventry City cũng bằng một pha đá phạt. Bale tiếp tục phát triển kĩ năng đá phạt điêu luyện của mình khi anh thực hiện thành công một quả đá như vậy trong trận đấu với West Bromwich Albion. Đến ngày 16 tháng 12 năm 2006, số bàn thắng của Bale đã được nâng lên con số 5 sau khi ghi bàn gỡ hoà trong trận đấu với Sunderland và sút phạt thành bàn vào lưới Hull và Norwich City.
Tháng 12 năm 2006, anh giành giải thưởng Carwyn James cho danh hiệu Vận động viên Thể thao Trẻ trong năm của BBC Wales, và danh hiệu Cầu thủ trẻ Trong năm của Giải Football League ngày 4 tháng 3 năm 2007. Báo chí địa phương đã miêu tả mùa giải đầu tiên đối với một cầu thủ bóng đá chuyên nghiệp như anh là "kì diệu" và anh "là một trong những cầu thủ thi đấu sáng tạo nhất ở vị trí cánh trái cũng như khả năng phòng thủ ngày càng được nâng cao trong suốt mùa giải."
Trận đấu cuối cùng của anh cho Southampton là trận đấu lượt đi vòng tứ kết play-off giải hạng nhất với Derby County ngày 12 tháng 5 năm 2007. Bale đã bị chấn thương ở hiệp 2 trận đấu này, khiến anh không thể ra sân ở trận lượt về. Tổng cộng, anh đã thi đấu 45 trận cho Southampton và ghi được 5 bàn.

### Tottenham Hotspur
Bale hoàn tất việc chuyển nhượng đến Tottenham Hotspur vào ngày 25 tháng 5 năm 2007, với bản hợp đồng có thời hạn 4 năm và Tottenham sẽ phải trả ngay lập tức 5 triệu £, cộng với những khoản trả thêm đưa giá trị chuyển nhượng của Bale lên 10 triệu £ dựa theo số lần ra sân và thành công của anh. Tuy nhiên năm 2008, Southampton đã đồng ý một khoản thanh toán sớm trị giá 2 triệu bảng và giảm khoản phí cuối cùng 7 triệu bảng để đổi lấy tiền mặt khi cần thiết trong bối cảnh đội bóng này đang gặp khó khăn về tài chính.

#### 2007-2009

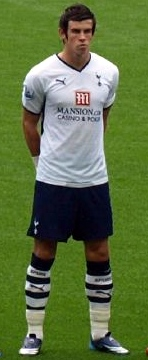
Bale trong đội hình của Tottenham Hotspur trước thềm trận đấu với Chelsea.

Anh có trận đấu đầu tiên cho Spurs trong trận giao hữu với St. Patrick's Athletic ngày 12 tháng 7 năm 2007, nhưng đã phải rời sân ở phút 80 do chấn thương. Anh có trận đấu đầu tiên tại Premier League vào ngày 26 tháng 8 trong trận đấu sân khách với Manchester United. Ngay trong trận đấu thứ hai cho Spurs, anh đã có bàn thắng đầu tiên cho câu lạc bộ này trong trận hoà 3-3 với Fulham. Bale sau đó lại ghi bàn trong trận Derby Bắc Luân Đôn với Arsenal bằng một quả đá phạt trực tiếp. Tiếp theo, anh ghi bàn trong trận đấu ở League Cup trước Middlesbrough, giúp Bale có được 3 bàn thắng chỉ trong 4 trận.
Bale phải rời sân sau pha vào bóng của Fabrice Muamba trong trận đấu với Birmingham City tại giải Ngoại hạng ngày 2 tháng 12 năm 2007. Kết quả chẩn đoán sau đó cho thấy anh bị chấn thương dây chằng mắt cá chân phải. Bale đã tiến hành phẫu thuật vào ngày 11 tháng 12 năm 2007. Ban đầu, sau khi phẫu thuật cho Bale, các bác sĩ dự đoán anh sẽ chỉ phải nghỉ thi đấu trong vòng 3 tháng. Tuy nhiên, sau kết quả kiểm tra lại của các bác sĩ, giám đốc thể thao của Spurs là Damien Comolli thông báo rằng Bale phải nghỉ thi đấu phần còn lại của mùa giải vì chấn thương này vào tháng 2 năm 2008. Ông Damien Comolli cho biết, "Ngay cả khi cuộc kiểm tra tiết lộ chân Bale ổn định, chúng tôi đã đưa ra quyết định đưa anh trở lại từ từ để đảm bảo rằng anh sẽ không bị tái phát chấn thương hay chịu bất kì tổn thương nào. Gareth chắc chắn rất thất vọng khi phải ngồi ngoài trong một thời gian dài, nhưng anh ấy vẫn còn trẻ và chúng tôi phải làm những điều tốt nhất cho anh ấy cho sự nghiệp sau này".
Bale đã ký hợp đồng gia hạn thêm bốn năm với câu lạc bộ vào tháng 8 năm 2008. Sau một vài màn trình diễn nhạt nhòa, Bale để mất vị trí vào tay Benoît Assou-Ekotto nhưng vẫn là sự lựa chọn hàng đầu trong hầu hết mùa giải.

#### 2009-2011
Tháng 6 năm 2009, Bale trả qua ca phẫu thuật chấn thương đầu gối, khiến anh phải ngồi ngoài hơn hai tháng. Anh bỏ lỡ những trận đấu trước thềm mùa giải và dự kiến anh sẽ phải bỏ lỡ vài tuần đầu trong mùa giải 2009-10. Ngày 26 tháng 9, anh trở lại khi vào sân thay người ở phút thứ 85 trong chiến thắng 5-0 của Tottenham trước Burnley. Đây là lần đầu tiên Bale có mặt trong một trận thắng ở giải Ngoại hạng, sau khi chơi kỷ lục 24 trận cho Spurs mà không giành thắng lợi nào. Tuy nhiên anh đã cố gắng để giành một vị trí trong đội hình chính thức, một phần nhờ phong độ tốt của Benoît Assou-Ekotto. Khi Assou-Ekotto phải ngồi ngoài vì chấn thương, huấn luyện viên Harry Redknapp quyết định trao cơ hội cho Bale và anh đã gây ấn tượng trong chiến thắng 4-0 ở vòng ba cúp FA của Spurs trước Peterborough United. Anh cuối cùng nếm trải hương vị chiến thắng lần đầu tiên tại giải Ngoại hạng trong thắng lợi 2-0 trước kình địch Luân-đôn Fulham vào ngày 26 tháng 1 năm 2010.

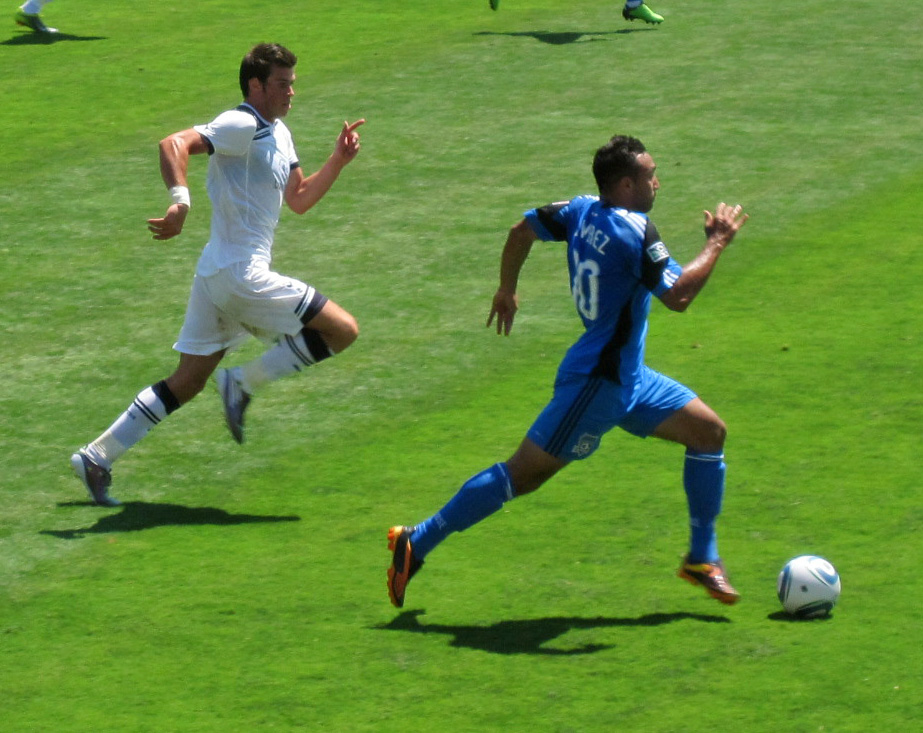
Arturo Álvarez của San Jose Earthquakes đua tốc độ với Bale (trái) trong một trận giao hữu vào tháng 7 năm 2010 tại San Jose, California.

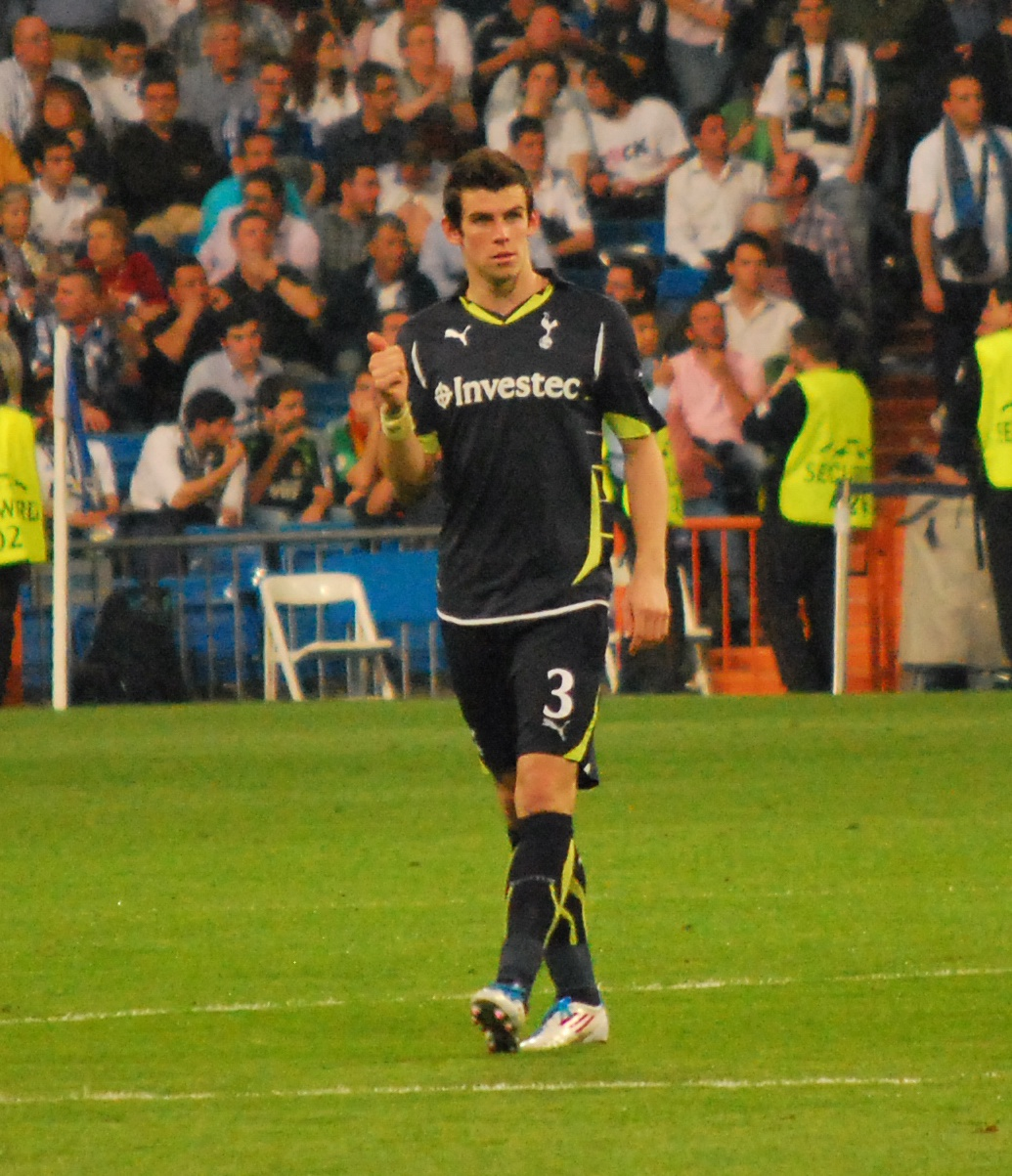
Bale đang chơi cho Tottenham Hotspur vào năm 2011.

Ngày 21 tháng 8, Bale lập cú đúp trong chiến thắng 2-1 trước Stoke City, bàn thứ hai là một pha vô lê vào góc cao bên phải khung thành. Bale đã được trao giải bàn thắng của tháng vào tháng 8 năm 2010 nhờ bàn thắng này. Ngày 25 tháng 8, Bale ghi bốn bàn để giúp Spurs vượt qua Young Boys 4-0 (tổng tỉ số 6–3) trong một trận play-off Champions League tại White Hart Lane. Mặc dù Assou-Ekotto đã trở lại sau chấn thương, Bale vẫn tiếp tục phong độ tốt và củng cố vị trí của mình trong mười một trận đầu, di chuyển lên tiền vệ cánh trái tấn công trong khi để Assou-Ekotto ở vị trí hậu vệ trái. Ngày 29 tháng 9 năm 2010, Bale ghi bàn thắng đầu tiên tại Champions League cho Tottenham trong thắng lợi sân nhà 4-1 trước đội vô địch Hà Lan Twente trong trận thứ hai của họ tại vòng bảng. Anh được bầu là Cầu thủ Wales xuất sắc nhất mùa bởi FAW.
Ngày 20 tháng 10 năm 2010, Bale ghi hat-trick đầu tiên trước nhà đương kim vô địch châu Âu Inter Milan tại San Siro trong khuôn khổ Champions League. Tottenham để thua trận đấu chung cuộc 4-3, trong thế bị dẫn trước 4-0 trong 35 phút đầu và chơi với mười người trong hơn 80 phút của trận đấu sau khi thủ môn Heurelho Gomes bị truất quyền thi đấu bởi một pha phạm lỗi với Jonathan Biabiany của Inter. Trong trận lượt về tại White Hart Lane vào ngày 2 tháng 11, Bale tiếp tục là cầu thủ xuất sắc nhất trận, kiến tạo các bàn thắng cho Peter Crouch và Roman Pavlyuchenko để giúp Spurs giành chiến thắng 3-1 đầy đáng nhớ.
Vào tháng 12, Bale nhận danh hiệu Vận động viên thể thao Wales xuất sắc nhất năm của BBC. Ngày 4 tháng 11 năm 2010, Bale nói rằng anh sẽ ở lại Tottenham cho đến khi hợp đồng bốn năm của mình đáo hạn, mặc dù nhận được sự quan tâm của nhiều câu lạc bộ khác. Ngày 19 tháng 3 năm 2011, anh gia hạn hợp đồng với đội bóng đến năm 2015. Ngày 17 tháng 4 năm 2011, anh được trao giải Cầu thủ xuất sắc nhất năm của PFA do các đồng nghiệp bình chọn.

#### 2011-2013
Bale ghi bàn đầu tiên trong mùa giải vào ngày 24 tháng 9 năm 2011, trong trận sân khách tiếp Wigan Athletic. Trận đấu kết thúc với thắng lợi 2-1 cho Tottenham. Anh ghi thêm bàn thắng thứ hai và thứ ba trong mùa vào ngày 30 tháng 10 với cú đúp vào lưới Queens Park Rangers trong chiến thắng sân nhà 3-1. Anh tiếp tục phong độ ấn tượng với bàn đầu tiên trong trận thắng 3-1 trước Fulham tuần kế tiếp, trong khi đó kiến tạo cho Aaron Lennon lập công 2-0 vào đầu hiệp hai. Bàn thằng đầu tiên vào lưới Fulham sau đó bị coi là "bàn thắng đáng ngờ" - bàn thắng phản lưới của Chris Baird.
Trong mùa 2012-13, Bale đã đổi số áo từ 3 sang 11 bởi anh "không còn là hậu vệ trái nữa" và yêu cầu câu lạc bộ "số áo cao hơn". Bale ghi bàn đầu tiên trong mùa trong trận thắng sân khách 3-1 tiếp Reading. Ngày 29 tháng 12, Bale ghi bàn thứ hai trong trận thắng sân khách 3–2 của Tottenham trước Manchester United, chiến thắng đầu tiên của họ tại Old Trafford kể từ năm 1989.
Anh ghi hat-trick đầu tiên tại giải Ngoại hạng trong chiến thắng sân khách 4-1 trước Aston Villa vào ngày lễ tặng quà. Bale sau đó ghi bàn ở vòng ba cúp FA trước Coventry City, đồng thời kiến tạo cho các bàn thắng của Clint Dempsey ấn định thắng lợi 3-0. Ngày 30 tháng 1, Bale tạo nên một pha solo tuyệt vời để ghi bàn trong trận hòa 1-1 với Norwich City. Bale lại lập công trong trận thắng sân khách 1-0 trước West Bromwich Albion. Bale sau đó nâng tổng số bàn thắng tại giải của anh lên con số 15 với cú đúp vào lưới Newcastle United trong trận Spurs thắng 2-1, đưa Spurs lên vị trí thứ ba và củng cố tham vọng dự Champions League của họ.

### Real Madrid

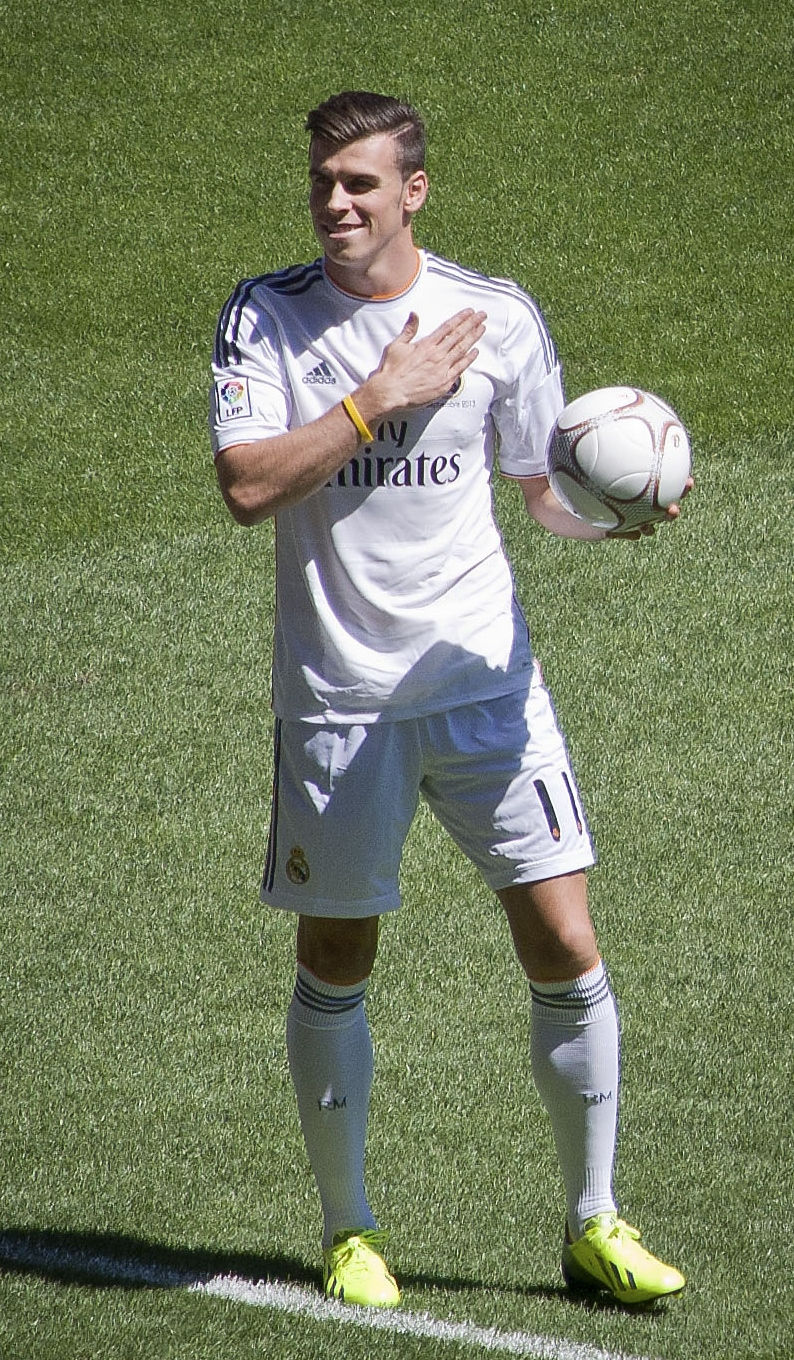
Bale tại buổi lễ ra mắt Real Madrid vào tháng 9 năm 2013.

Ngày 1 tháng 9 năm 2013, câu lạc bộ Tây Ban Nha Real Madrid thông báo rằng họ đã đạt được thoả thuận chuyển nhượng Bale, ký một hợp đồng 6 năm với mức phí chuyển nhượng không tiết lộ. Báo chí Tây Ban Nha (và Real Madrid TV) định giá Bale 77 triệu bảng (91 triệu euro), trong khi báo chí Anh lại đưa tin mức phí kỷ lục chuyển nhượng thế giới 85.3 triệu bảng (100 triệu euro), vượt qua kỷ lục chuyển nhượng cũ của Cristiano Ronaldo là 80 triệu bảng (94 triệu euro). Tuy nhiên vào tháng 11 năm 2016, các tài liệu liên quan đến vụ chuyển nhượng đã bị rò rỉ, xác nhận mức phí chuyển nhượng kỷ lục thế giới là 100.8 triệu euro (85.1 triệu bảng). Kỷ lục của Bale sau đó bị phá vào tháng 8 năm 2016 bởi kỷ lục chuyển nhượng của Paul Pogba là 105 triệu euro (89.2 triệu bảng). Bale nhận số áo 11 tại Madrid.

#### 2013-2015
Nửa đầu mùa bóng của Bale bị ảnh hưởng bởi chấn thương; trong mười sáu trận đầu tiên của Real sau khi kí hợp đồng, Bale nghỉ năm trận và vào sân dự bị hoặc được thay người trong năm trận, chỉ có năm trận chơi đủ 90 phút. Bale ghi bàn thắng ra mắt cho Real Madrid vào phút thứ 38 trước Villarreal, nhưng sau đó được thay người bởi Ángel Di María. Trận thứ hai ra sân của Bale tại Real là chiến thắng 6-1 trước Galatasaray tại Champions League. Mặc dù Bale chỉ chơi 26 phút cuối trận, quả đá phạt của anh đã dẫn đến bàn thắng thứ hai trong trận của Cristiano Ronaldo. Ngày 28 tháng 9 năm 2013, Bale có trận ra mắt sân nhà khi vào sân thay người ở hiệp hai trong trận thua 1-0 trước kình địch cùng thành phố Atlético Madrid.
Ngày 14 tháng 5, Bale lập công ở phút thứ 110 ở hiệp phụ để đưa Real dẫn ngược 2-1 trước đối thủ cùng thành phố Atlético Madrid trong trận chung kết UEFA Champions League 2014, giúp Los Blancos giành cúp châu Âu lần thứ 10. Bàn thắng giúp Bale trở thành cầu thủ Wales đầu tiên ghi bàn trong một trận chung kết cúp C1/Champions League (Ian Rush ghi bàn cho Liverpool trên chấm đá luân lưu trong trận chung kết Cúp C1 châu Âu 1984). Bale kết thúc mùa bóng ra mắt với 22 bàn và 16 kiến tạo trên tất cả mọi đấu trường. Bộ ba tấn công của Real là Bale, Benzema và Cristiano được mệnh danh là BBC, kết thúc mùa bóng với 97 bàn.

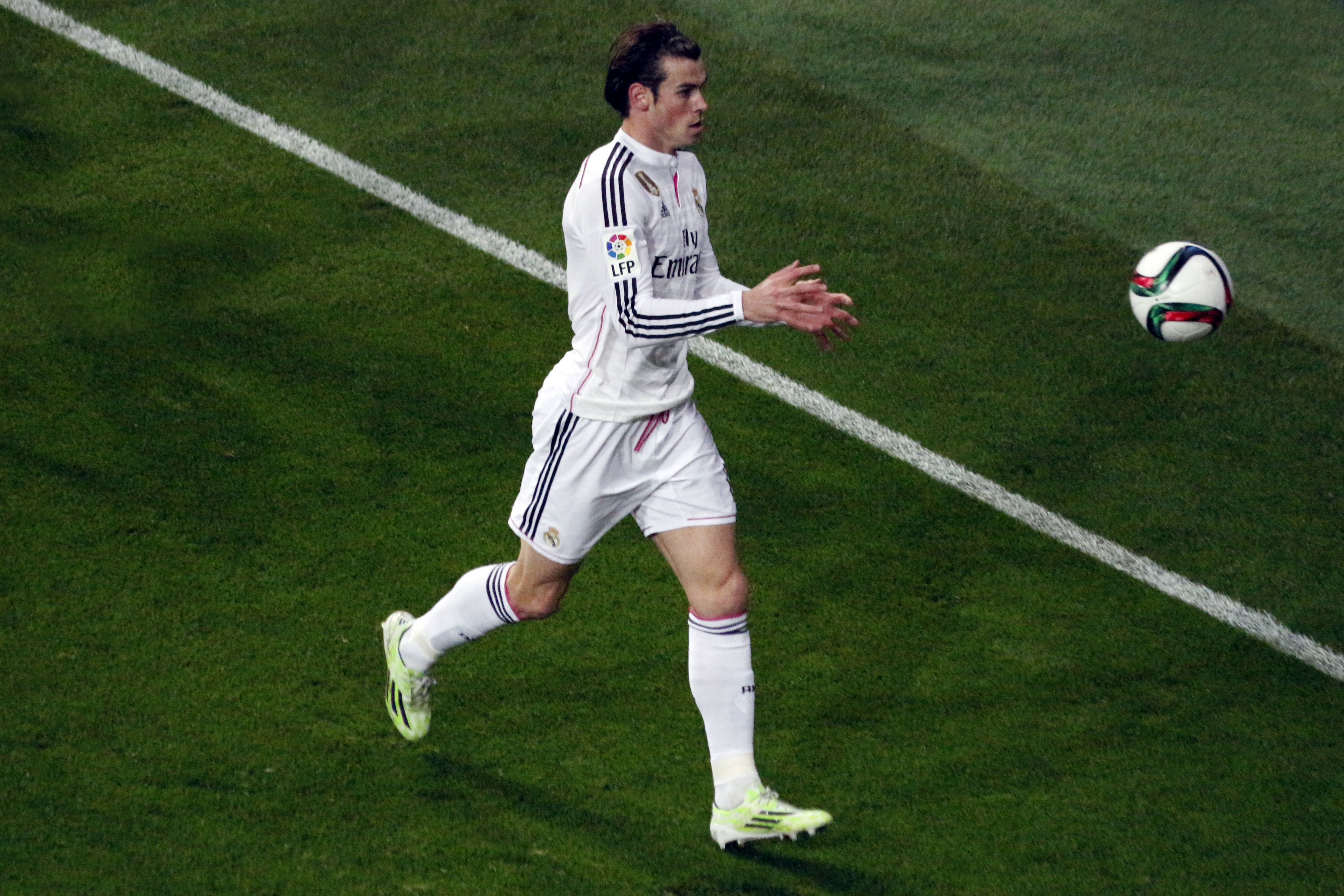
Bale chơi cho Real Madrid năm 2015.

Mặc dù mùa bóng 2014-15 cho thấy hiệu suất thi đấu từ Bale đã giảm, anh khởi đầu mùa giải với phong độ tốt, chơi đủ 90 phút và kiến tạo bàn thắng đầu tiên cho Cristiano Ronaldo trong thắng lợi 2-0 trên sân vận động Cardiff City trước Sevilla trong trận Siêu cúp châu Âu 2014. Đây là danh hiệu thứ ba của anh trong màu áo Real. Sau trận đấu, màn trình diễn của anh được Ronaldo miêu tả là "tuyệt vời". Sáu ngày sau, Bale ghi bàn đầu tiên trong mùa trong trận thua sân khách 4-2 trước Real Sociedad. Bale lập cú đúp trong chiến thắng 8-2 trước Deportivo de La Coruña vào ngày 20 tháng 9 năm 2014.

#### 2015-2017
Bale lập cú đúp trong chiến thắng của Real trước Real Betis vào tháng 9 năm 2015. Hai bàn thắng của anh đã đưa tổng số bàn thắng của bộ ba tấn công Real là Bale, Benzema và Cristiano Ronaldo lên 200 bàn thắng kể từ lần đầu tiên họ chơi cùng nhau năm 2013.
Ngày 20 tháng 3 năm 2016, Bale ghi bàn thứ 43 tại La Liga trong trận vùi dập Sevilla 4-0 để vượt qua Gary Lineker trở thành cầu thủ người Anh ghi bàn nhiều nhất trong lịch sử giải đấu. Ngày 23 tháng 4, Bale lập cú đúp giúp Real lội ngược dòng từ thế bị dẫn 0-2 đến chiến thắng 3-2 trước Rayo Vallecano. Bale là nhân tố chính khi đội bóng giành danh hiệu UEFA Champions League 2015-16. Anh kiến tạo bàn thắng duy nhất của đội và tiếp tục ghi bàn trên chấm đá luân lưu để giành chiến thắng trước Atlético Madrid trong trận chung kết.
Ngày 30 tháng 10 năm 2016, Bale kí hợp đồng mới với Real Madrid với thời hạn đến năm 2022. Ngày 22 tháng 11 năm 2016, Bale gặp phải chấn thương gân chân trong chiến thắng 2-1 trước Sporting CP và khiến anh phải ngồi ngoài tới bốn tháng. Ngày 23 tháng 4, Bale có trận ra sân thứ 100 tại La Liga trong thắng lợi trên sân nhà 3-2 trước Barcelona, nhưng anh đã phải rời sân sớm vì chấn thương.
Mặc dù chịu nhiều chấn thương trong mùa giải, anh cố gắng có 19 lần ra sân cho Madrid khi họ giành được danh hiệu La Liga thứ 33. Sau khi nghỉ thi đấu hơn một tháng, anh trở lại trong trận Chung kết UEFA Champions League 2017, mà Madrid giành chiến thắng.

#### 2017-2020
Mùa giải 2017-18 chứng kiến sự cải thiện về thành tích ghi bàn của Bale tại các giải đấu quốc nội và Champions League. Anh góp mặt trong các chiến thắng của Real Madrid trong cả Siêu cúp UEFA 2017 và Supercopa de España 2017, và anh cũng góp mặt trong chiến dịch FIFA Club World Cup 2017, Real giành danh hiệu này lần thứ ba. Ở La Liga, anh ra sân 26 lần và ghi 16 bàn nhưng Real Madrid không thể nâng cao danh hiệu, họ đứng thứ ba.
Tại UEFA Champions League 2017-18, Bale ghi bàn đầu tiên của mình tại giải đấu. Bàn thắng này đến từ trận đấu với Borussia Dortmund ở vòng bảng, khi anh mở tỷ số trong chiến thắng 3-1 ở Đức. Trong trận chung kết UEFA Champions League 2018, Bale ghi hai bàn thắng, đầu tiên là một cú đá trên cao và sau đó là một cú sút xa, góp phần giúp Real giành chiến thắng 3-1 trước Liverpool, giúp Real Madrid giành danh hiệu Champions League thứ mười ba của họ. Anh trở thành cầu thủ vào sân đầu tiên ghi hai bàn trong một trận chung kết Champions League và nhận danh hiệu Cầu thủ xuất sắc nhất trận đấu.
Bale bắt đầu mùa giải 2018-19 trong tháng 8 năm 2018 và được trao giải Cinco Estrellas Mahou cho Cầu thủ xuất sắc nhất tháng của Real Madrid, khi anh ghi bàn vào lưới Getafe và Girona.
Vào ngày 19 tháng 12 năm 2018, Bale  lập một hat-trick trong chiến thắng 3-1 trước Kashima Antlers trong trận bán kết FIFA Club World Cup 2018. Anh trở thành cầu thủ thứ ba lập hat-trick trong một trận đấu tại FIFA Club World Cup sau Cristiano Ronaldo và Luis Suárez. Anh cũng trở thành cầu thủ thứ ba ghi bàn trong ba mùa giải FIFA Club World Cup sau Cristiano Ronaldo và Lionel Messi. Anh nhận giải Quả bóng vàng sau khi Real Madrid giành chức vô địch giải đấu này sau khi đánh bại Al Ain FC 4-1 trong trận chung kết.
Vào ngày 9 tháng 2 năm 2019, Bale ghi bàn thắng thứ 100 cho Real Madrid sau khi ghi bàn thắng thứ ba của đội bóng trong vai trò cầu thủ thay người trong chiến thắng 3-1 trước Atlético Madrid.
Vào tháng 7 năm 2019, anh gần như rời khỏi câu lạc bộ, nhưng cuối tháng đó, lời đề nghị chuyển nhượng từ câu lạc bộ Trung Quốc, Jiang Suning đã bị Real Madrid từ chối. Vào tháng 10 năm 2019, Bale muốn ra đi, nhưng cuối tháng đó, Zidane nói rằng Bale chưa bao giờ yêu cầu rời đi. Chủ tịch cũ của Real Madrid, Ramon Calderon cũng nói rằng Bale nên trở lại Tottenham.

#### 2020-2022: Cho mượn tại Tottenham Hotspur và ra đi
Vào ngày 19 tháng 9 năm 2020, Bale trở lại Tottenham Hotspur theo dạng cho mượn với thời hạn một năm. Anh đã ghi bàn thắng đầu tiên kể từ khi trở lại câu lạc bộ vào ngày 1 tháng 11 khi là cầu thủ vào sân, trong chiến thắng 2-1 trên sân nhà trước Brighton & Hove Albion. Vào ngày 3 tháng 12, Bale ghi bàn thắng thứ 200 trong trận hòa 3–3 trước LASK ở Europa League. Anh ghi một cú đúp và có một pha kiến tạo trong chiến thắng 4–0 trước Burnley vào ngày 28 tháng 2 năm 2021. Bale một lần nữa lập cú đúp trong chiến thắng 4–1 của Tottenham trước Crystal Palace vào ngày 7 tháng 3, nâng tổng số bàn thắng của anh lên sáu bàn sau sáu trận. Vào ngày 2 tháng 5, Bale ghi một hat-trick trong chiến thắng 4–0 trước Sheffield United. Đây chỉ là cú hat-trick thứ hai của anh tại Premier League và cũng là lần đầu tiên khi anh trở lại Tottenham.
Mùa giải 2021-2022, số lần ra sân của anh vô cùng ít ỏi. Ở đấu trường Champions League ,anh chỉ thi đấu 7 phút nhưng vẫn cùng Real Madrid vô địch  sau khi đánh bại Liverpool. Người đại diện của Bale xác nhận rằng Bale sẽ rời Real Madrid sau khi mùa giải 2021–22 kết thúc. Vào ngày 1 tháng 6, Bale đã công bố một bức thư ngỏ trên Twitter xác nhận việc rời đi

### Los Angeles FC và giải nghệ
Vào ngày 27 tháng 6 năm 2022, Los Angeles FC thông báo rằng họ đã ký hợp đồng với Bale,bản hợp đồng có thời hạn 12 tháng kèm điều khoản gia hạn thêm 1 năm
Anh có trận ra mắt vào ngày 17 tháng 7 khi vào sân thay người ở phút 72 trong chiến thắng 2-1 trước Nashville SC. Trong lần ra sân tiếp theo vào ngày 23 tháng 7,Bale vào sân từ băng ghế dự bị ở phút 65 và ghi bàn để ấn định chiến thắng 2-0 cho Los Angeles trước Sporting KC ở phút 83.
Vào ngày 9 tháng 1 năm 2023, Gareth Bale chính thức tuyên bố giã từ sự nghiệp tại đội tuyến quốc gia và thi đấu quốc tế.

## Phong cách thi đấu

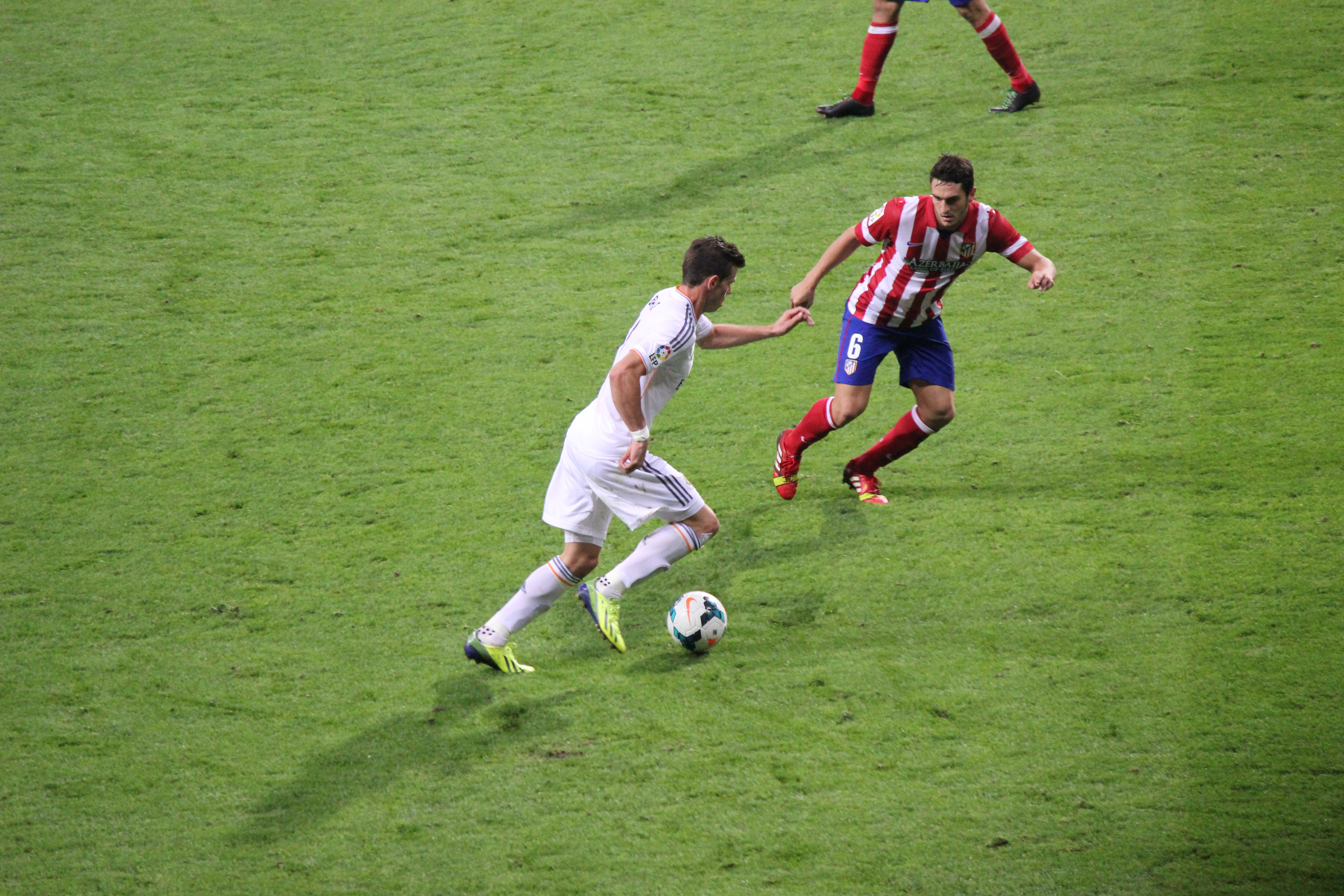
Bale đang dắt bóng qua cầu thủ Atlético Madrid Koké vào tháng 9 năm 2013

Vào ngày 2 tháng 11 năm 2010, sau trận đấu vòng bảng Champions League gặp clb Inter Milan, đồng đội của anh là Rafael van der Vaart đã nói, "Tất cả mọi người đều nể sợ anh ấy [Bale]. Maicon là một trong những hậu vệ cánh xuất sắc nhất thế giới nhưng hôm nay đã bị Bale "giết chết"."
Trong bản tường thuật về trận đấu này, Tờ El Mundo của Tây Ban Nha đã viết: "Bale kết hợp chiều cao và vóc dáng của 1 vận động viên chạy nước rút 800m như Steve Ovett với khả năng bứt tốc và lao thẳng của 1 cầu thủ rugby như Bryan Habana. và, khi leo biên, anh tung ra những cú tạt bóng xoáy giống như 1 cầu thủ Brasil.... 3 bàn và 2 lần kiến tạo trước nhà vô địch châu Âu. Màn trình diễn của anh đã gây ấn tượng với nhiều người."

## Sự nghiệp quốc tế

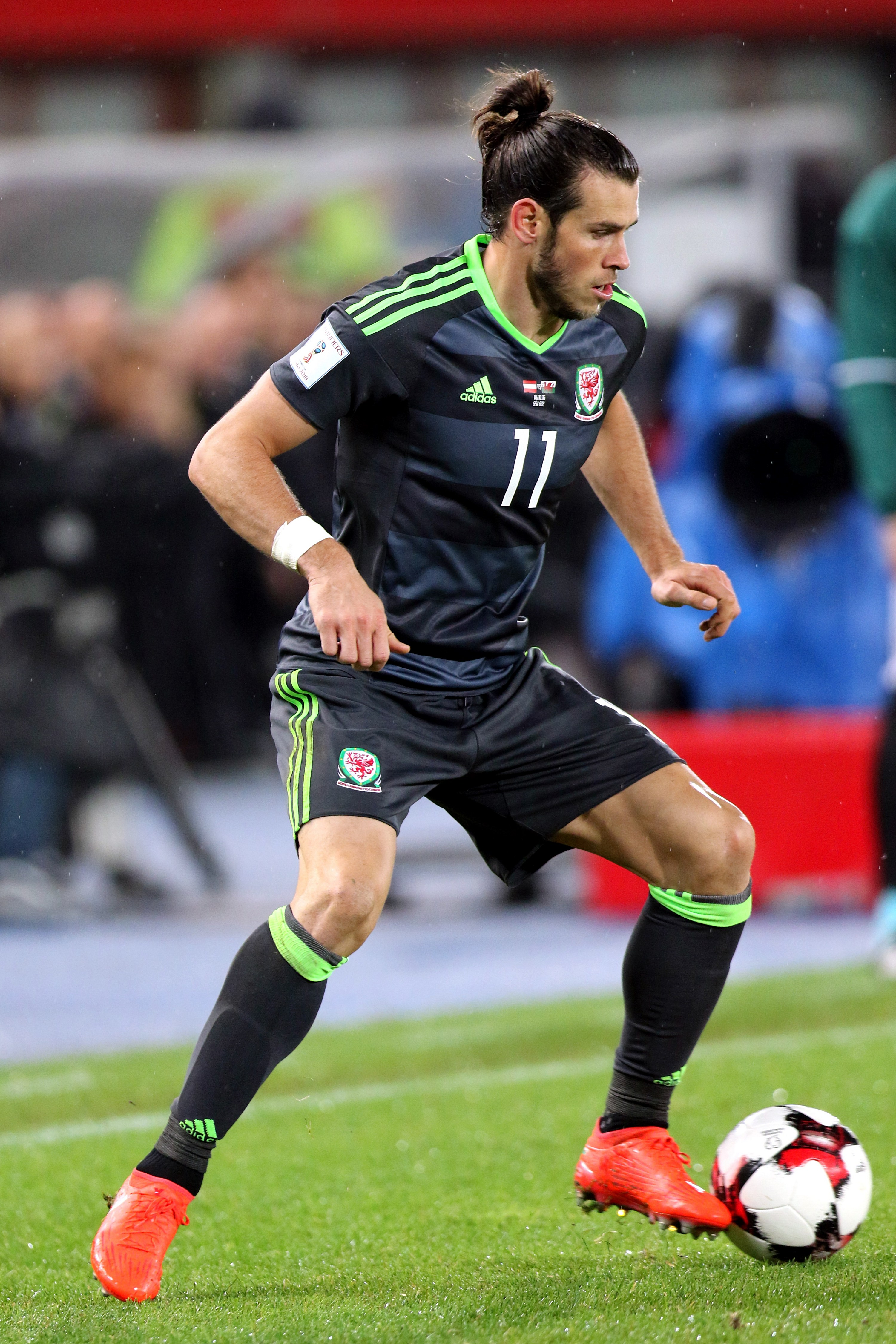
Bale đang thi đấu cho Wales trong trận đấu giao hữu với Áo vào tháng 10 năm 2016

Cuối mùa giải 2005–06, Bale được gọi vào đội tuyển Wales và anh có trận đấu quốc tế đầu tiên vào ngày 27 tháng 5 năm 2006 khi vào sân thay người trong chiến thắng 2–1 trước đội tuyển Trinidad và Tobago, Anh cũng là cầu thủ trẻ tuổi nhất từng chơi cho đội tuyển (16 tuổi và 315 ngày)..
Brian Flynn đã bình luận rằng Bale có khả năng trở thành một ngôi sao bóng đá tương lai, khả năng kĩ thuật của anh cũng được so sánh với cầu thủ Ryan Giggs. ngày 7 tháng 10 năm 2006, Bale trở thành cầu thủ trẻ tuổi nhất từng ghi bàn cho đội tuyển Wales tại trận đấu vòng loại Euro 2008 gặp Slovakia. Anh ghi bàn thắng thứ hai của mình cho đội tuyển Wales trong chiến thắng 3–0 trước San Marino vào ngày 28 tháng 3 năm 2007.
Bale có đủ điều kiện để chơi cho đội tuyển Anh do có bà ngoại là người Anh, nhưng anh đã phát biểu vào năm 2007 rằng:
"Được thi đấu cho Wales là một vinh dự... Không ai tới từ Anh từng liên hệ với cá nhân tôi, dù chỉ thông qua đại diện của tôi."
Sau khi bị chấn thương và phải nghỉ một thời gian dài, vào ngày 10 tháng 10 năm 2009,anh đã quay trở lại trong trận đấu vòng loại World Cup 2010 gặp Phần Lan. ngày 14 tháng 10, trong trận cuối cùng của ĐT Wales ở vòng loại World Cup,anh đã kiến tạo cho David Vaughan ghi bàn mở tỉ số trận gặp Liechtenstein và giành được quả đá phạt dẫn đến bàn thắng thứ hai, cũng là bàn thắng đầu tiên của Aaron Ramsey ở cấp độ đội tuyển.
Tháng 12 năm 2010, Bale được trao Cúp BBC Cymru nhân vật thể thao của năm.
Anh được huấn luyện viên Chris Coleman triệu tập tham dự Euro 2016. Ở ngay lần đầu tham dự, Bale đã ghi được 3 bàn thắng trong 3 trận vòng bảng của bảng B trước các đối thủ Slovakia, Anh và Nga, giúp đội tuyển Wales giành quyền vào vòng 16 đội. Từ vòng đấu này, Bale mặc dù không ghi thêm bàn thắng nào nhưng anh đã có những pha kiến tạo thành bàn để giúp Wales lần đầu góp mặt tại vòng bán kết trước khi để thua Bồ Đào Nha với tỉ số 0-2.
Vào tháng 5 năm 2021, anh được chọn làm đội trưởng của đội tuyển Xứ Wales tham dự UEFA Euro 2020.Anh giúp Xứ Wales vượt qua vòng bảng và dừng chân ở vòng 16 đội sau khi nhận thất bại 4-0 trước Đan Mạch.
Vào ngày 6 tháng 6 năm 2022, trong trận chung kết play-off FIFA World Cup 2022 với Ukraina, Bale đã thực hiện một cú đá phạt khiến đội trưởng Andriy Yarmolenko của Ukraina phản lưới nhà, qua đó giúp Xứ Wales tham dự World Cup sau 64 năm. Tại giải này, anh chỉ có được một bàn thắng duy nhất trong trận hoa Hoa Kỳ 1-1. Tuy vậy, đội tuyển xứ Wales đã rời giải khi chỉ vỏn vẹn có được 1 điểm, 1 trận hòa và 2 trận thua, chỉ ghi được 1 bàn thắng và bị thủng lưới 6 bàn. Sau giải đấu đó, Gareth Bale chính thức chia tay đội tuyển quốc gia sau 16 năm gắn bó, tổng cộng anh đã thi đấu 111 trận và ghi được 41 bàn thắng, trở thành chân sút vĩ đại nhất của xứ Wales.

## Thống kê sự nghiệp

### Câu lạc bộ
| Câu lạc bộ               | Mùa giải            | Vô địch quốc gia    | Vô địch quốc gia | Vô địch quốc gia | Cúp quốc gia | Cúp quốc gia | Cúp Liên đoàn | Cúp Liên đoàn | Cúp châu Âu | Cúp châu Âu | Khác    | Khác   | Tổng cộng | Tổng cộng |
| Câu lạc bộ               | Mùa giải            | Hạng đấu            | Số trận          | Số bàn           | Số trận      | Số bàn       | Số trận       | Số bàn        | Số trận     | Số bàn      | Số trận | Số bàn | Số trận   | Số bàn    |
| ------------------------ | ------------------- | ------------------- | ---------------- | ---------------- | ------------ | ------------ | ------------- | ------------- | ----------- | ----------- | ------- | ------ | --------- | --------- |
| Southampton              | 2005–06             | Championship        | 2                | 0                | 0            | 0            | 0             | 0             | —           | —           | —       | —      | 2         | 0         |
| Southampton              | 2006–07             | Championship        | 38               | 5                | 1            | 0            | 3             | 0             | —           | —           | 1       | 0      | 43        | 5         |
| Southampton              | Tổng cộng           | Tổng cộng           | 40               | 5                | 1            | 0            | 3             | 0             | —           | —           | 1       | 0      | 45        | 5         |
| Tottenham Hotspur        | 2007–08             | Premier League      | 8                | 3                | 0            | 0            | 1             | 1             | 3           | 2           | —       | —      | 12        | 3         |
| Tottenham Hotspur        | 2008–09             | Premier League      | 16               | 7                | 2            | 0            | 5             | 0             | 7           | 8           | —       | —      | 30        | 0         |
| Tottenham Hotspur        | 2009–10             | Premier League      | 23               | 22               | 8            | 0            | 3             | 0             | —           | —           | —       | —      | 34        | 3         |
| Tottenham Hotspur        | 2010–11             | Premier League      | 30               | 29               | 0            | 0            | 0             | 0             | 11          | 7           | —       | —      | 41        | 11        |
| Tottenham Hotspur        | 2011–12             | Premier League      | 36               | 25               | 4            | 2            | 0             | 0             | 2           | 1           | —       | —      | 42        | 12        |
| Tottenham Hotspur        | 2012–13             | Premier League      | 33               | 28               | 2            | 1            | 1             | 1             | 8           | 3           | —       | —      | 44        | 26        |
| Tottenham Hotspur        | Tổng cộng           | Tổng cộng           | 146              | 42               | 16           | 3            | 10            | 2             | 31          | 8           | —       | —      | 203       | 55        |
| Real Madrid              | 2013–14             | La Liga             | 27               | 22               | 5            | 1            | —             | —             | 12          | 6           | —       | —      | 44        | 22        |
| Real Madrid              | 2014–15             | La Liga             | 31               | 30               | 2            | 0            | —             | —             | 10          | 2           | 5       | 2      | 48        | 17        |
| Real Madrid              | 2015–16             | La Liga             | 23               | 17               | 0            | 0            | —             | —             | 8           | 0           | —       | —      | 31        | 19        |
| Real Madrid              | 2016–17             | La Liga             | 19               | 15               | 0            | 0            | —             | —             | 8           | 2           | 0       | 0      | 27        | 9         |
| Real Madrid              | 2017–18             | La Liga             | 26               | 20               | 2            | 1            | —             | —             | 7           | 3           | 4       | 1      | 39        | 21        |
| Real Madrid              | 2018–19             | La Liga             | 29               | 28               | 3            | 0            | —             | —             | 7           | 3           | 3       | 3      | 42        | 14        |
| Real Madrid              | 2019–20             | La Liga             | 16               | 14               | 1            | 1            | —             | —             | 3           | 0           | 0       | 0      | 20        | 3         |
| Real Madrid              | Tổng cộng           | Tổng cộng           | 171              | 80               | 13           | 3            | —             | —             | 55          | 16          | 12      | 6      | 251       | 105       |
| Tottenham Hotspur (mượn) | 2020–21             | Premier League      | 20               | 14               | 2            | 1            | 2             | 1             | 10          | 3           | —       | —      | 34        | 16        |
| Los Angeles FC           | 2022                | MLS                 | 12               | 2                | —            | —            | —             | —             | —           | —           | 1       | 1      | 13        | 3         |
| Tổng cộng sự nghiệp      | Tổng cộng sự nghiệp | Tổng cộng sự nghiệp | 394              | 141              | 32           | 7            | 15            | 3             | 98          | 27          | 14      | 7      | 553       | 185       |

1. ↑  Bao gồm Cúp FA, Cúp Nhà vua Tây Ban Nha
2. ↑  Bao gồm Cúp Liên đoàn bóng đá Anh
3. ↑  Ra sân ở EFL Championship  play-off
4. 1 2  Ra sân ở Cúp UEFA
5. 1 2 3 4 5 6 7 8  Ra sân ở UEFA Champions League
6. 1 2 3  Ra sân ở UEFA Europa League
7. ↑  1 trận ở Siêu cúp châu Âu, 2 trận ở Siêu cúp bóng đá Tây Ban Nha, 2 trận và 2 bàn ở Giải vô địch thế giới các câu lạc bộ
8. ↑  1 trận ở siêu cúp châu Âu, 1 trận ở siêu cúp bóng đá Tây Ban Nha, 2 trận và 1 bàn ở giải vô địch thế giới các câu lạc bộ
9. ↑  1 trận ở siêu cúp bóng đá Tây Ban Nha, 2 trận và 3 bàn ở giải vô địch thế giới các câu lạc bộ
10. ↑  Appearance in MLS Cup Playoffs

### Đội tuyển quốc gia
| Wales     | Wales   | Wales  |
| Năm       | Số trận | Số bàn |
| --------- | ------- | ------ |
| 2006      | 4       | 1      |
| 2007      | 7       | 1      |
| 2008      | 5       | 0      |
| 2009      | 7       | 0      |
| 2010      | 4       | 1      |
| 2011      | 6       | 3      |
| 2012      | 5       | 3      |
| 2013      | 5       | 2      |
| 2014      | 5       | 3      |
| 2015      | 6       | 5      |
| 2016      | 11      | 7      |
| 2017      | 3       | 0      |
| 2018      | 6       | 5      |
| 2019      | 9       | 2      |
| 2020      | 5       | 0      |
| 2021      | 13      | 3      |
| 2022      | 11      | 5      |
| Tổng cộng | 111     | 41     |

### Bàn thắng quốc tế
| #   | Thời gian            | Địa điểm                                            | Đối thủ          | Bàn thắng | Kết quả | Giải đấu                      |
| --- | -------------------- | --------------------------------------------------- | ---------------- | --------- | ------- | ----------------------------- |
| 1.  | 7 tháng 11 năm 2006  | Sân vận động Thiên niên kỷ, Cardiff, Wales          | Slovakia         | 1–2       | 1–5     | Vòng loại UEFA Euro 2008      |
| 2.  | 28 tháng 3 năm 2007  | Sân vận động Thiên niên kỷ, Cardiff, Wales          | San Marino       | 2–0       | 3–0     | Vòng loại UEFA Euro 2008      |
| 3.  | 12 tháng 10 năm 2010 | St. Jakob-Park, Basel, Thụy Sĩ                      | Thụy Sĩ          | 1–1       | 1–4     | Vòng loại UEFA Euro 2012      |
| 4.  | 7 tháng 10 năm 2011  | Sân vận động Liberty, Swansea, Wales                | Thụy Sĩ          | 2–0       | 2–0     | Vòng loại UEFA Euro 2012      |
| 5.  | 11 tháng 10 năm 2011 | Sân vận động Quốc gia Vasil Levski, Sofia, Bulgaria | Bulgaria         | 1–0       | 1–0     | Vòng loại UEFA Euro 2012      |
| 6.  | 12 tháng 11 năm 2011 | Sân vận động Cardiff City, Cardiff, Wales           | Na Uy            | 1–0       | 4–1     | Giao hữu                      |
| 7.  | 11 tháng 9 năm 2012  | Sân vận động Karađorđe, Novi Sad, Serbia            | Serbia           | 1–2       | 1–6     | Vòng loại FIFA World Cup 2014 |
| 8.  | 12 tháng 10 năm 2012 | Sân vận động Cardiff City, Cardiff, Wales           | Scotland         | 1–1       | 2–1     | Vòng loại FIFA World Cup 2014 |
| 9.  | 12 tháng 10 năm 2012 | Sân vận động Cardiff City, Cardiff, Wales           | Scotland         | 2–1       | 2–1     | Vòng loại FIFA World Cup 2014 |
| 10. | 6 tháng 2 năm 2013   | Sân vận động Liberty, Swansea, Wales                | Áo               | 1–0       | 2–1     | Giao hữu                      |
| 11. | 26 tháng 3 năm 2013  | Sân vận động Liberty, Swansea, Wales                | Croatia          | 1–0       | 1–2     | Vòng loại FIFA World Cup 2014 |
| 12. | 5 tháng 3 năm 2014   | Sân vận động Cardiff City, Cardiff, Wales           | Iceland          | 3–1       | 3–1     | Giao hữu                      |
| 13. | 9 tháng 9 năm 2014   | Sân vận động Quốc gia, Andorra la Vella, Andorra    | Andorra          | 1–1       | 2–1     | Vòng loại UEFA Euro 2016      |
| 14. | 9 tháng 9 năm 2014   | Sân vận động Quốc gia, Andorra la Vella, Andorra    | Andorra          | 2–1       | 2–1     | Vòng loại UEFA Euro 2016      |
| 15. | 28 tháng 3 năm 2015  | Sân vận động Sammy Ofer, Haifa, Israel              | Israel           | 2–0       | 3–0     | Vòng loại UEFA Euro 2016      |
| 16. | 28 tháng 3 năm 2015  | Sân vận động Sammy Ofer, Haifa, Israel              | Israel           | 3–0       | 3–0     | Vòng loại UEFA Euro 2016      |
| 17. | 12 tháng 6 năm 2015  | Sân vận động Cardiff City, Cardiff, Wales           | Bỉ               | 1–0       | 1–0     | Vòng loại UEFA Euro 2016      |
| 18. | 3 tháng 9 năm 2015   | Sân vận động GSP, Nicosia, Síp                      | Síp              | 1–0       | 1–0     | Vòng loại UEFA Euro 2016      |
| 19. | 13 tháng 10 năm 2015 | Sân vận động Cardiff City, Cardiff, Wales           | Andorra          | 2–0       | 2–0     | Vòng loại UEFA Euro 2016      |
| 20. | 11 tháng 6 năm 2016  | Sân vận động Bordeaux mới, Bordeaux, Pháp           | Slovakia         | 1–0       | 2–1     | UEFA Euro 2016                |
| 21. | 16 tháng 6 năm 2016  | Sân vận động Bollaert-Delelis, Lens, Pháp           | Anh              | 1–0       | 1–2     | UEFA Euro 2016                |
| 22. | 20 tháng 6 năm 2016  | Sân vận động Thành phố, Toulouse, Pháp              | Nga              | 3–0       | 3–0     | UEFA Euro 2016                |
| 23. | 5 tháng 9 năm 2016   | Sân vận động Cardiff City, Cardiff, Wales           | Moldova          | 3–0       | 4–0     | Vòng loại FIFA World Cup 2018 |
| 24. | 5 tháng 9 năm 2016   | Sân vận động Cardiff City, Cardiff, Wales           | Moldova          | 4–0       | 4–0     | Vòng loại FIFA World Cup 2018 |
| 25. | 9 tháng 10 năm 2016  | Sân vận động Cardiff City, Cardiff, Wales           | Gruzia           | 1–0       | 1–1     | Vòng loại FIFA World Cup 2018 |
| 26. | 12 tháng 11 năm 2016 | Sân vận động Cardiff City, Cardiff, Wales           | Serbia           | 1–0       | 1–1     | Vòng loại FIFA World Cup 2018 |
| 27. | 22 tháng 3 năm 2018  | Trung tâm Thể thao Quảng Tây, Nam Ninh, Trung Quốc  | Trung Quốc       | 1–0       | 6–0     | Cúp Trung Quốc 2018           |
| 28. | 22 tháng 3 năm 2018  | Trung tâm Thể thao Quảng Tây, Nam Ninh, Trung Quốc  | Trung Quốc       | 2–0       | 6–0     | Cúp Trung Quốc 2018           |
| 29. | 22 tháng 3 năm 2018  | Trung tâm Thể thao Quảng Tây, Nam Ninh, Trung Quốc  | Trung Quốc       | 6–0       | 6–0     | Cúp Trung Quốc 2018           |
| 30. | 6 tháng 9 năm 2018   | Sân vận động Cardiff City, Cardiff, Wales           | Cộng hòa Ireland | 2–0       | 4–1     | UEFA Nations League 2018-19   |
| 31. | 16 tháng 11 năm 2018 | Sân vận động Cardiff City, Cardiff, Wales           | Đan Mạch         | 1–2       | 1–2     | UEFA Nations League 2018-19   |
| 32. | 6 tháng 9 năm 2019   | Sân vận động Cardiff City, Cardiff, Wales           | Azerbaijan       | 2–1       | 2–1     | Vòng loại UEFA Euro 2020      |
| 33. | 13 tháng 10 năm 2019 | Sân vận động Cardiff City, Cardiff, Wales           | Croatia          | 1–1       | 1–1     | Vòng loại UEFA Euro 2020      |
| 34. | 5 tháng 9 năm 2021   | Sân vận động Trung tâm, Kazan, Nga                  | Belarus          | 1–0       | 3–2     | Vòng loại FIFA World Cup 2022 |
| 35. | 5 tháng 9 năm 2021   | Sân vận động Trung tâm, Kazan, Nga                  | Belarus          | 2–2       | 3–2     | Vòng loại FIFA World Cup 2022 |
| 36. | 5 tháng 9 năm 2021   | Sân vận động Trung tâm, Kazan, Nga                  | Belarus          | 3–2       | 3–2     | Vòng loại FIFA World Cup 2022 |
| 37. | 24 tháng 3 năm 2022  | Sân vận động Cardiff City, Cardiff, Wales           | Áo               | 1–0       | 2–1     | Vòng loại FIFA World Cup 2022 |
| 38. | 24 tháng 3 năm 2022  | Sân vận động Cardiff City, Cardiff, Wales           | Áo               | 2–0       | 2–1     | Vòng loại FIFA World Cup 2022 |
| 39. | 5 tháng 6 năm 2022   | Sân vận động Cardiff City, Cardiff, Wales           | Ukraina          | 1–0       | 1–0     | Vòng loại FIFA World Cup 2022 |
| 40. | 14 tháng 6 năm 2022  | De Kuip, Rotterdam, Hà Lan                          | Hà Lan           | 2–2       | 2–3     | UEFA Nations League 2022–23   |
| 41. | 21 tháng 11 năm 2022 | Sân vận động Ahmed bin Ali, Al Rayyan, Qatar        | Hoa Kỳ           | 1–1       | 1–1     | FIFA World Cup 2022           |

## Danh hiệu

### Câu lạc bộ

#### Học viện Southampton
- Premier Academy League: 2006

#### Tottenham Hotspur
- Football League Cup: 2007–08
- Á quân Football League Cup : 2008 -09

#### Real Madrid
- La Liga: 2016–17, 2019–20, 2021–22
- Copa del Rey: 2013–14
- Supercopa de España: 2017, 2019–20, 2021–22
- UEFA Champions League: 2013-14, 2015–16, 2016–17, 2017–18, 2021–22
- UEFA Super Cup: 2014, 2016, 2017
- FIFA Club World Cup: 2014, 2016, 2017, 2018

Los Angeles FC
- MLS Cup: 2022
- Supporters' Shield: 2022

### Cá nhân
- Đội hình xuất sắc nhất năm của Giải hạng nhất Anh: 2006-07
- BBC Wales Carwyn James Junior Sportsman of the Year Award 2006
- Cầu thủ trẻ xuất sắc nhất năm của Football League: 2007
- Cầu thủ xuất sắc nhất năm của Premier League: 2011
- Cầu thủ trẻ xuất sắc nhất năm của FAW: 2007[126]
- E.ON Player of the Round: 2009–10 5th Round[127]
- Cầu thủ xuất sắc nhất tháng của Premier League: Tháng 4 năm 2010[128]
- Cầu thủ trẻ xuất sắc nhất năm của Tottenham Hotspur: 2009–10[129]
- Giải thưởng cầu thủ xuất sắc nhất năm của Wales: 2010[130]
- BBC Wales Sports Personality 2010[131]
- Cầu thủ hay nhất năm của PFA (mùa giải 2010-2011)[132]
- Cầu thủ hay nhất năm của PFA (mùa giải 2012–13)[132]
- Cầu thủ xuất sắc nhất FIFA Club World Cup 2018
- Quả bóng vàng FIFA Club World Cup 2018
- Cầu thủ trẻ xuất sắc nhất năm của PFA (mùa giải 2012–13)[132]
- Cầu thủ xuất sắc nhất trận chung kết UEFA Champion league : 2017 - 2018

Khác
- Huân chương đế quốc Anh (MBE): 2022[133]